# Бабий Яр (поэма)
«Бабий Яр» — поэма, написанная в 1961 году в Киеве Евгением Евтушенко по мотивам дискриминации и геноцида евреев. На основе этой поэмы композитор Дмитрий Шостакович сочинил симфонию. Поэма была переведена на 72 языка и сделала Евтушенко всемирно известным.

## История создания
Евтушенко вспоминает, что первые стихи о трагедии Бабьего Яра опубликовали вошедшие в Киев в 1944 году вместе с Красной армией Илья Эренбург и Лев Озеров. Он прочёл эти стихи в 1944 году в возрасте 11 лет. Стихи Озерова произвели на Евтушенко сильное впечатление. Также Евтушенко говорил, что давно собирался написать стихи, направленные против антисемитизма.
Попав впервые в Бабий Яр в 1961 году вместе с писателем Анатолием Кузнецовым, Евтушенко был потрясён отсутствием какого-либо памятника погибшим. Более того, на месте массовых расстрелов была свалка.

И вдруг я увидел самую обыкновенную свалку, которая была превращена в такой сэндвич дурнопахнущего мусора. И это на том месте, где в земле лежали десятки тысяч ни в чём не повинных людей, детей, стариков, женщин. На наших глазах подъезжали грузовики и сваливали на то место, где лежали эти жертвы, всё новые и новые кучи мусора.
Это зрелище так подействовало на поэта, что он написал поэму за несколько часов, сидя в гостинице. Первыми стихотворение услышали зашедшие к Евтушенко в номер Иван Драч и Виталий Коротич. Потом он прочёл поэму по телефону Александру Межирову. После этого запланированное выступление Евтушенко местные власти попытались отменить, ссылаясь на эпидемию гриппа, но отступили перед угрозой крупного скандала.
На следующий день Евтушенко публично прочитал в Киеве новое стихотворение. Оно начиналось словами «Над Бабьим Яром памятников нет…». Поэма «Бабий Яр» стала одним из элементов прорыва двадцатилетнего молчания об этой трагедии.
19 сентября 1961 года стихотворение было опубликовано в «Литературной газете». Перед публикацией главный редактор Валерий Косолапов сказал, что ему нужно посоветоваться с женой, поскольку после публикации его уволят. Тем не менее, он принял положительное решение.
В 1962 году Пауль Целан перевёл поэму на немецкий язык, на иврит — Эвен Шошан, а к пятидесятилетию публикации газета «Макор Ришон» опубликовала перевод Зеэва Гейзеля, сохранившего поэтический строй оригинала. Всего она была переведена на 72 языка.

## Реакция

Евтушенко читает поэму «Бабий Яр» в Москве в Политехническом музее, 1962 год

Поэма вызвала недовольство как среди некоторой части общества, так и руководства государства. В частности, Евтушенко обвиняли в выпячивании трагедии евреев на фоне других жертв нацизма.
Вокруг поэмы завязалась политическая полемика. Через несколько дней в «Литературной газете» появилась статья Дмитрия Старикова, в которой он, сравнивая стихи Эренбурга и Евтушенко, обвинял последнего в отсутствии интернационализма. Илья Эренбург прислал в редакцию протест против некорректных сравнений, но ЦК КПСС запретил публиковать его письмо. Бенедикт Сарнов впоследствии назвал статью антисемитской, а Старикова охарактеризовал как «литературного проходимца».
Поэт Алексей Марков написал Евтушенко: «Какой ты настоящий русский, / Когда забыл про свой народ, / Душа, что брюки, стала узкой, / Пустой, что лестничный пролёт». Маркову ответили поэты Самуил Маршак и Константин Симонов, композитор Дмитрий Шостакович, певец Леонид Утёсов. В частности, Маршак сравнил Маркова с известным черносотенцем Марковым вторым, а Утёсов написал в адрес Маркова, что «антисемитизм — есть социализм идиотов».
Никита Хрущёв публично обвинил Евтушенко в политической незрелости и незнании исторических фактов.
Главный редактор «Литературной газеты» Валерий Косолапов, опубликовавший поэму, был уволен. Дмитрий Шостакович вспоминал как власти и недоброжелатели пытались сорвать премьеру 13-й симфонии, включавшей поэму. В результате, как утверждает Соломон Волков, премьера превратилась в демонстрацию антиправительственных настроений.
В дальнейшем Евтушенко неоднократно подвергался антисемитским нападкам, а борьба с антисемитизмом стала существенной частью его творчества. Во второй раз стихотворение было опубликовано лишь в 1983 году в трехтомном издании. Публичное чтение поэмы запрещалось в Киеве до начала перестройки в СССР.
По мнению самого Евтушенко, такая реакция была связана с тем, что тема антисемитизма в СССР была табуирована. Он также утверждал, что получил огромное число писем с выражением поддержки.

## Значение
Оценивая значение поэмы, Дмитрий Шостакович писал:

Многие слышали о Бабьем Яре, но понадобились стихи Евтушенко, чтобы люди о нём узнали по-настоящему. Были попытки стереть память о Бабьем Яре, сначала со стороны немцев, а затем — украинского руководства. Но после стихов Евтушенко стало ясно, что он никогда не будет забыт. Такова сила искусства.
Евгений Сидоров в книге «Евгений Евтушенко: личность и творчество» отмечал, что в создании в Киеве памятника жертвам Бабьего Яра есть в том числе и заслуга автора поэмы.